# カストナー法

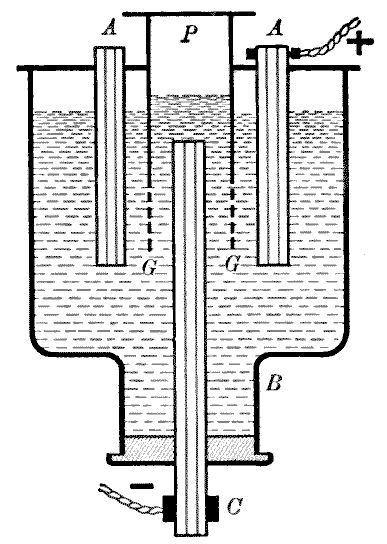
カストナー法の装置概略図

カストナー法とは、およそ330°Cに加熱して溶融させた水酸化ナトリウムを電気分解することによって金属ナトリウムを製造する手法である。

## プロセス
右図は鋼鉄の支柱で吊るされた陶製のるつぼを表している。カソード (C)およびアノード (A)には鉄もしくはニッケルが用いられている。水酸化ナトリウムがるつぼのくびれた部分 (B)では固体となり、上部では液体となるように、るつぼの底部では低温に、上部では高温になっている。金属ナトリウムはカソードで生成するが、溶融した水酸化ナトリウムの電解質よりも密度が低いため浮かび上がってくる。線の細い金網 (G)によって金属ナトリウムが採取装置 (P)に溜まるように誘導される。
カソードでは以下のような反応が起こる。
{\displaystyle {\ce {2Na^{+}\ +2{\mathit {e}}^{-}->2Na}}}
アノードでは以下のような反応が起こる。
{\displaystyle {\ce {2OH^{-}->1/2O2\ +H2O\ +2{\mathit {e}}^{-}}}}
高温であるにもかかわらず、電解質の分解によっていくらか水が生成される。この水は電解質を通して拡散され、その結果、金属ナトリウムの電気分解による生成とは逆の反応が起こる。
{\displaystyle {\ce {Na\ + H2O -> 1/2 H2\ + Na^+\ + OH^-}}}
この反応によって発生した水素ガスが(P)に溜まり、この水素ガスもまたプロセスの効率を低下させる。

## 歴史
金属ナトリウム生産のためのカストナー法は、1888年にハミルトン・カストナーによって始められた。その当時（同年代に開発されたアルミニウムの電解採取法であるホール・エルー法が始められる以前）の金属ナトリウムの主な用途は、精製された鉱石からアルミニウムを取り出すための還元剤であった。カストナー法は、炭酸ナトリウムと炭素を高温で還元させて製造していた金属ナトリウムの古い製法と比較して、金属ナトリウムの生産コストを低下させた。金属ナトリウムのコストが低下したため、順番にナトリウム還元法によるアルミニウム製造法のコストも低下したが、ホール・エルー法と競い合えるだけの競争力はなかった。それでも、カストナーが新しいナトリウム市場を見つけ出すためにカストナー法によるナトリウムの製造は続けられた。しかし、1926年にカストナー法はダウンズ法に取って代わられた。